# Pitiriasi versicolor
La pitiriasi versicolor o tinea versicolor è un'infezione cutanea superficiale causata da alcuni funghi del genere Malassezia che normalmente vivono sulla cute umana.

## Epidemiologia
La pitiriasi versicolor è una malattia molto comune e presente in tutto il mondo che colpisce persone in buona salute, in particolare le popolazioni che vivono in regioni tropicali o subtropicali. Ne sono particolarmente soggette donne sane nella prima maturità (20-29 anni) ed in generale i giovani adulti. Per quanto riguarda le zone endemiche, essendo associata all'eccessivo calore e alla sudorazione che esso comporta, è più diffusa nelle regioni a clima caldo. Alcuni studi epidemiologici hanno inoltre dimostrato la presenza di predisposizione familiare. La pitiriasi versicolor colpisce leggermente più di frequente le donne.

## Eziologia
I funghi patogeni responsabili sono quattro delle undici specie di Malassezia (furfur, sympodialis, globosa e obtusa), funghi responsabili di molte patologie a livello dermatologico, chiamate un tempo Pytirosporum orbiculare. 
Le cause che portano all'infezione possono essere correlate alla gravidanza, a una malattia come il diabete, a uno stato di denutrizione cronica o di inefficiente igiene personale.
In realtà, in situazioni normali, l'igiene personale ha poco a che fare con la comparsa del fungo, anzi essendo la sua proliferazione aumentata da ambienti umidi e caldi, docce calde possono creare un ambiente adatto allo sviluppo del fungo. 

## Clinica

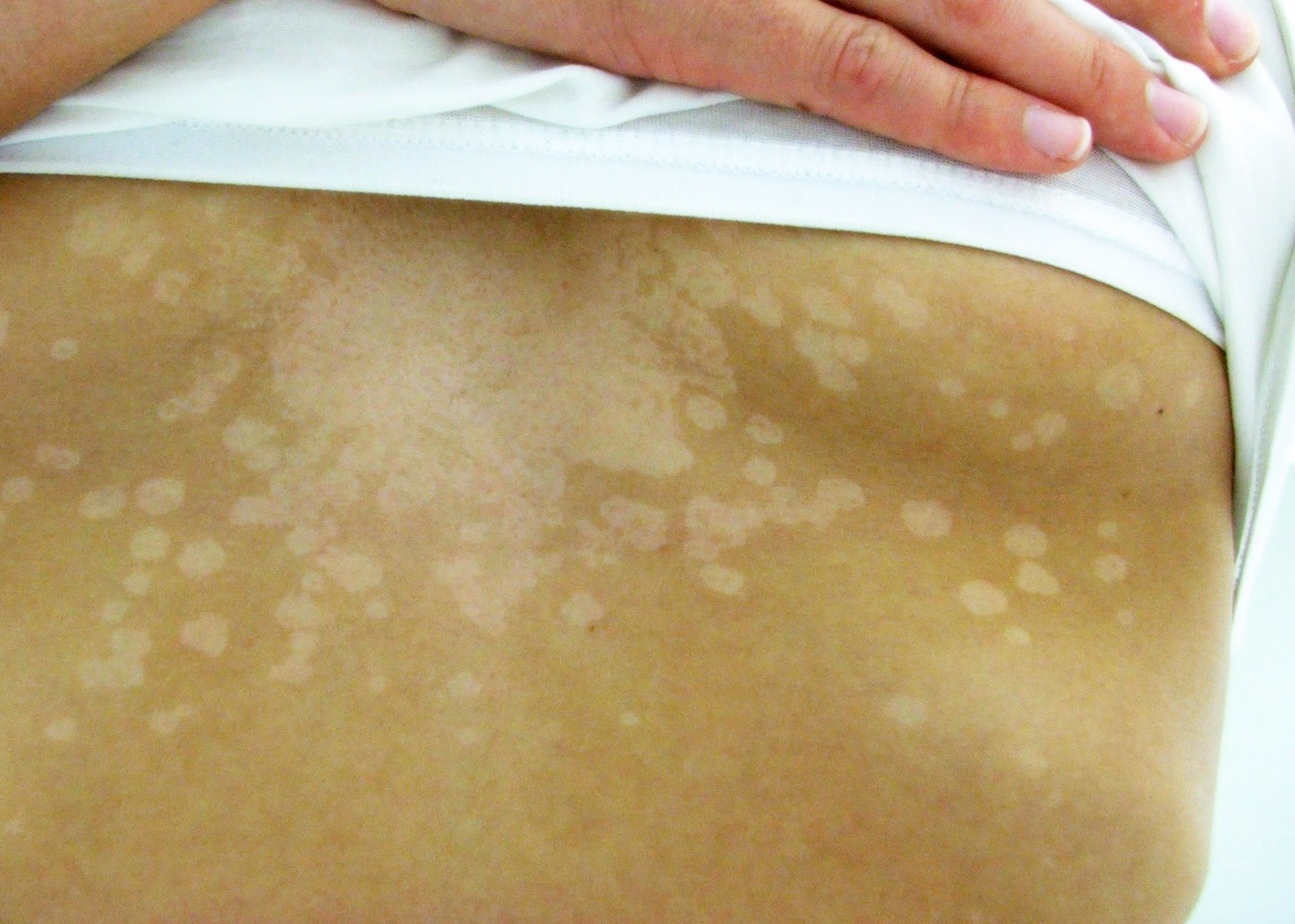
Il fungo sul torace di una donna

La pitiriasi versicolor è caratterizzata da alterazioni della pigmentazione cutanea, con macchie irregolari, ben demarcate e piane di colore marrone chiaro se su pelle chiara o chiaro rispetto alla cute sana circostante se di pelle scura poiché il lievito interferisce con la produzione di melanina.. Le parti più colpite sono il torace, le braccia, il viso, il collo e le spalle ma le macchie si possono riscontrare in qualsiasi parte del corpo. Normalmente si tratta di una micosi asintomatica, in certi casi è riscontrabile prurito. Non produce risposta immunitaria. Al microscopio ottico Malassezia furfur e Malassezia globosa appaiono sotto forma di lieviti riuniti in gruppi di cellule sferiche od ovali con un diametro variabile da 3 a 8 µm ed è di facile riscontro anche la presenza di piccole ife spesso allineate fra loro. Al microscopio elettronico ciascuna cellula del lievito ha forma ovale e possiede presso il punto di gemmazione, collocato ad uno dei due poli, un collaretto ben visibile.
Si distinguono quattro forme:
- pigmentata: chiazze ovalari di varia grandezza, di color caffè-latte, non pruriginose che possono desquamare al grattamento. Possono essere ben limitate o confluire. Si localizzano al tronco, al collo, alla radice degli arti. Alla luce di Wood danno una debole fluorescenza giallastra;
- leucodermica: chiazze più chiare della cute circostante, non desquamano e non danno prurito. Non sono fluorescenti in quanto disabitate. (Questa forma si osserva alla fine dell'estate e scompare spontaneamente in inverno);
- eritematosa: chiazze eritematose e pruriginose;
- atrofica: "a cartina di Sigaretta".

### Diagnostica
Oltre all'esame obiettivo risulta determinante l'esame alla luce di Wood (meglio conosciuta come "Reazione di Wood") che visualizza il lievito sotto forma di una fluorescenza gialla. È possibile visualizzare il lievito con il microscopio ottico dopo il prelievo di squame dallo strato cheratinizzato dell'epidermide e la colorazione con PAS o ematossilina-eosina. La coltura, sebbene non sia un metodo comune di diagnosi, può essere effettuata su appositi terreni con aggiunta di olio d'oliva.

## Trattamento
La pitiriasi versicolor è una malattia cronica e persistente e di norma non guarisce spontaneamente. Si usano farmaci ad uso topico come alcune forme di shampo con solfuro di selenio (al 2,5%) oppure solfuro-salicilico (al 2%). 
Altri principi attivi si utilizzano quando è di forma persistente:
- Fluconazolo (400 mg)[7]
- Ketoconazolo (200 mg)
- Itraconazolo, 100 mg, due volte al giorno per 5-7 giorni[8]

Inoltre, una maggiore cura della propria igiene allontana la possibilità di recidive. In alcuni soggetti il fungo si ripresenta con insistenza e sembra che non ci siano modalità per eliminare completamente il problema se non per periodi limitati.
Sono molto utili esposizioni a fumi termali di origine sulfurea dal momento che lo zolfo combatte il microrganismo.